# Checoslováquia nos Jogos Olímpicos de Verão de 1932
A Checoslováquia nos Jogos Olímpicos de Verão de 1932 em Los Angeles, nos Estados Unidos participou representada por 25 atletas, sendo 23 homens e apenas 2 mulheres. Essa foi a quarta aparição do país nos Jogos Olímpicos de Verão.
Os atletas nacionais disputaram 15 modalidades diferentes de 4 esportes e conquistaram um total de 4 medalhas, sendo uma de ouro, 2 de prata e 1 de bronze, terminando em 17º lugar no quadro geral de medalhas da competição.

## Medalhistas

### Ouro
- Jaroslav Skobla — Levantamento de pesos;

### Prata
- Václav Pšenička — Levantamento de pesos;
- Josef Urban — Lutas;

## Bronze
- František Douda — Atletismo.